# بارزيفال
بارزيفال (بالإنجليزية: Parzival)‏ هي قصة رومانسية فارسية من العصور الوسطى للشاعر والفارس ولفرام فون إشنباخ في اللغة الألمانية العليا الوسطى. تركز القصيدة، التي يرجع تاريخها عادة إلى الربع الأول من القرن الثالث عشر، على البطل آرثر بارزيفال (بيرسيفال باللغة الإنجليزية) وسعيه الطويل للحصول على الكأس المقدسة بعد فشله الأولي في تحقيق ذلك.
يبدأ بارزيفال بمغامرات فارس، والد بارزيفال، قهمورت، وزواجه من هرتزلويد (الألمانية العليا الوسطى: هرتزليدي، "حزن القلب")، وولادة بارزيفال. تستمر القصة عندما يلتقي بارزيفال بثلاثة فرسان أنيقين، ويقرر البحث عن الملك آرثر، ويواصل البحث الروحي والجسدي عن الكأس. تم تخصيص قسم طويل لصديق بارزيفال غاوان ومغامراته في الدفاع عن نفسه من تهمة القتل الباطلة والفوز بيد العذراء أورجيلوز. ومن بين العناصر الأكثر لفتًا للانتباه في العمل تأكيده على أهمية التواضع والرحمة والتعاطف والبحث عن الروحانية. الموضوع الرئيسي في بارزيفال هو الحب: أعمال الفروسية البطولية مستوحاة من الحب الحقيقي، والذي يتحقق في نهاية المطاف في الزواج.